# Henstedt-Ulzburg
Henstedt-Ulzburg es una comunidad del distrito de Segeberg en el estado federal de Schleswig-Holstein en el norte de Alemania.

## Geografía
La comunidad de Henstedt-Ulzburg se ubica a 30 km al norte de Hamburgo y se comunica con la A7, así como con el Regionalbahnlinie AKN (tren regional), mediante las líneas-HVV A 1, A 2 y A 3. En la actualidad es la comunidad más grande de Schleswig-Holstein sin derechos de ciudad. Los ríos Alster y Pinnau tienen su fuente en Henstedt-Ulzburg. Henstedt-Ulzburg cae dentro del eje norte de expansión metropolitana de Hamburgo.

## Historia
Esta comunidad sufrió un gran crecimiento en los años 1970 debido a la agrupación de poblaciones de las comunidades de Henstedt (con Henstedt-Rhen), Ulzburg (con Ulzburg-Süd) y Götzberg. 
El origen de estas tres comunidades: Henstedt, Ulzburg y Götzberg se remonta a la Edad Media y se sabe que eran poblaciones de campesinos. El primer documento que menciona el nombre de Ulzburg data de diciembre de 1339, Henstedt en el año 1343 y Götzberg en 1520. Las excavaciones arqueológicas nos muestran que ya desde la edad del Paleolítico esta zona estaba habitada, habiendo asientos de poblaciones en la Edad de Bronce y en la Edad de Hierro.

### Crecimiento de la población
Estado averiguado en cada caso a 31 de diciembre
- 1970 10.645 habitantes
- 1980 18.753 habitantes
- 1990 21.244 habitantes
- 1995 23.412 habitantes
- 2000 24.949 habitantes
- Marzo de 2006 26.377 habitantes
- Septiembre de 2006 26.424 habitantes
- Diciembre de 2010 27.189 habitantes

## Política

### Ciudades hermanas
- Maurepas, Francia, desde 1986
- Usedom, Mecklemburgo-Pomerania Occidental, desde 1990
- Wierzchowo, Polonia, desde 2003
- Ehemaliges Kirchspiel Virchow/Wierzchowo, Pommern, desde 1964
- Patenkompanie 5.Pz Gren. Btl. 182, Bad Segeberg, desde 1989

## Cultura
El lugar de encuentro de las actividades culturales en esta comunidad es la casa de los ciudadanos (Bürgerhaus). Este local ofrece sus espacios no solo a los clubs y asociaciones sino que también a los ciudadanos para que puedan celebrar sus fiestas privadas.

### Monumentos
En los alrededores de Götzberg se ubica un molino de viento (Windmühle) de tipo Galerieholländer procedente del año 1877 y está bien conservada la técnica del molino. Existe una asociación encargada del cuidado y restauración de este molino.
- Datos: Q508077
- Multimedia: Henstedt-Ulzburg / Q508077